# Spodoptera declinata
Spodoptera declinata là một loài bướm đêm trong họ Noctuidae.